# Sternwarte St. Margarethen

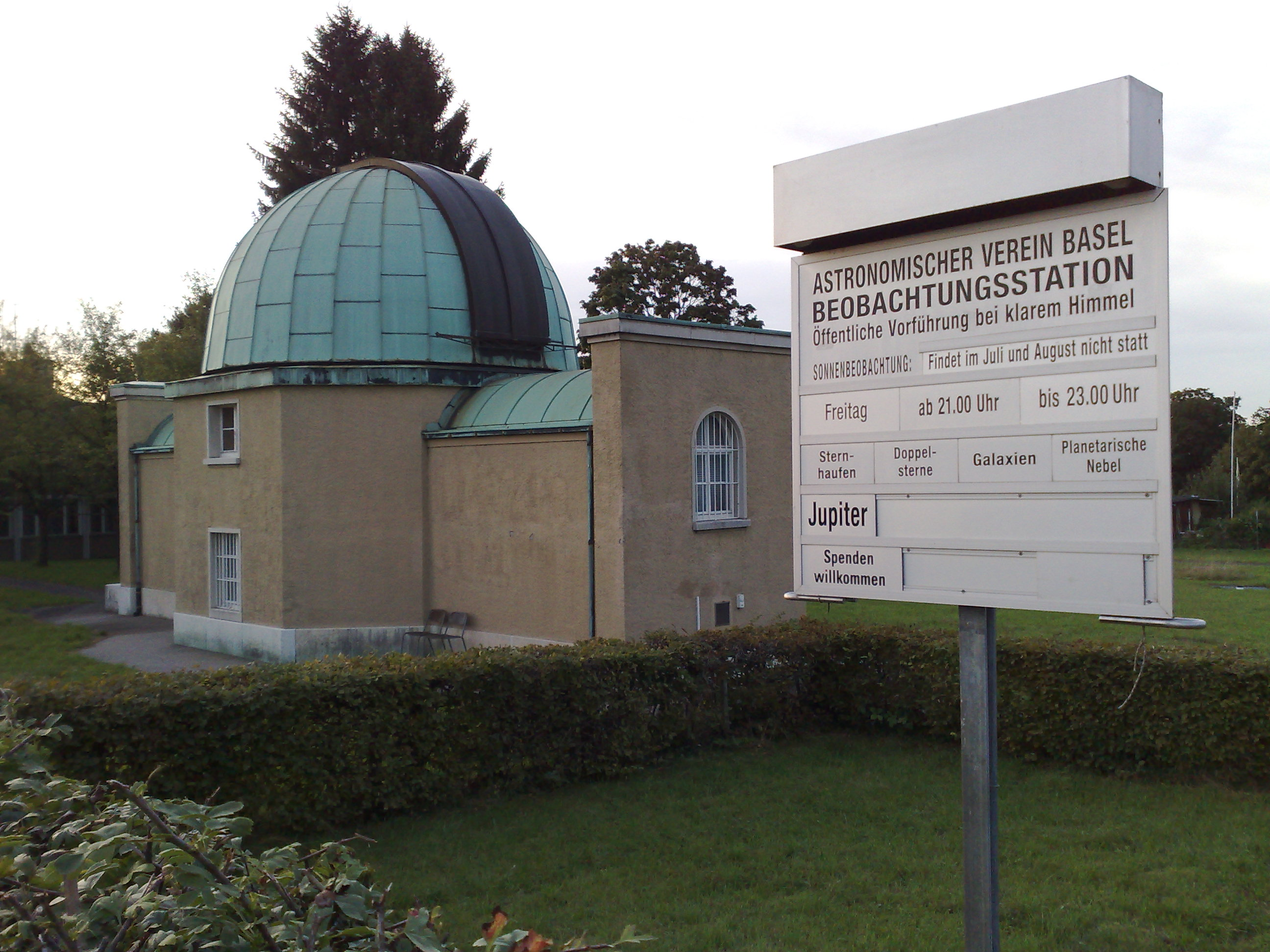
Sternwarte St. Margarethen

Die Sternwarte St. Margarethen ist eine Volkssternwarte und meteorologische Beobachtungsstation in Binningen bei Basel.
Die Sternwarte befindet sich auf dem Bruderholz oberhalb der Basler Kunsteisbahn. Sie wurde 1928 als Nachfolgerin der Sternwarte am Bernoullianum eröffnet und gehörte bis 2007 der Universität Basel. Nach der Auflösung des Astronomischen Instituts per Ende 2007 wird die Sternwarte vom Astronomischen Verein Basel weiterbetrieben.
Am Standort wird auch die Basler Klimareihe gemessen, welche seit 1755 ununterbrochen erhoben wird.
Zudem befinden sich bei der Sternwarte Messstationen der Netze NADAM (Gammastrahlung), NABEL (Luftschadstoffe) und des Schweizerischen Erdbebendienstes.